# 新疆农垦科技
《新疆农垦科技》创刊于1978年，是中国大陆农业科技类月刊，编辑部位于新疆维吾尔自治区石河子市。此刊物由新疆农垦科学院主办。
《新疆农垦科技》在2018年被中华人民共和国国家新闻出版广电总局新闻报刊司评为2017年全国“百强报刊”。